# Уймонская роспись
Уймо́нская роспись — направление декоративно-прикладного искусства, зародившееся на территории Уймонской долины на Алтае. Отличительной чертой стиля является синтез нескольких техник, таких как обработка полудрагоценных камней, резьба по дереву, валяние, токарные изделия и роспись по дереву. Основными темами произведений являются мифы и сказания народов, населявших Горный Алтай в древние времена: скифов, тюрков, алтайцев. В своих работах художники используют материалы культурного наследия Алтая: национальные орнаменты, «звериный стиль», сохранившиеся наскальные рисунки и археологические находки.
Композиция первых произведений уймонской росписи заключалась в том, что вокруг инкрустированного в центре камня создавалась композиция, целью которой являлось раскрытие природной выразительности минерала и акцент на нём. Впоследствии менялись формы как самих изделий, так и вставок, ровно как и их количество и размер, что позволяло придать изделиям разнообразие.
Начало новому стилю положило сотрудничество мастера по дереву и камню Виктора Николаевича Лихачёва и алтайского художника Анатолия Петровича Веселёва, авторами творческого объединения «Самоцветы», созданного в 2013 году[значимость факта?] в селе Верх-Уймон Усть-Коксинского района Республики Алтай, в художественных мастерских Сибирского Рериховского общества на базе филиала музея Н. К. Рериха[значимость факта?].